# Alfabeto internazionale per la traslitterazione del sanscrito
L'Alfabeto internazionale per la traslitterazione del sanscrito (noto con la sigla IAST, dall'inglese International Alphabet of Sanskrit Transliteration) è un diffuso schema di traslitterazione degli alfabeti di origine brahmì.
Lo IAST è il sistema di traslitterazione più diffuso per la romanizzazione del sanscrito e del pāli. Viene usato spesso nelle pubblicazioni a stampa e, grazie all'ampia disponibilità di font Unicode, è anche adoperato con sempre maggior frequenza in testi in formato elettronico.
Lo IAST si basa su uno standard stabilito dal Congresso di Orientalisti, tenutosi ad Atene nel 1912. Consente una traslitterazione fedele del Devanāgarī e di altri alfabeti indiani (ad esempio lo Sharda), non limitandosi a rappresentare i fonemi del sanscrito, ma realizzando una trascrizione essenzialmente fonetica (il visarga ḥ, ad esempio, è un allofono di r ed s in fine di parola).
Un'estensione dello IAST è il Sistema di romanizzazione della Biblioteca Nazionale di Calcutta, che ha per scopo la romanizzazione di tutti gli alfabeti indiani.

## Repertorio dei simboli e convenzioni dello IAST
Il repertorio dei simboli dello IAST (lettere maiuscole e minuscole) è il seguente. Essi vengono mostrati con gli equivalenti Devanāgarī e con i loro valori fonetici nell'alfabeto fonetico internazionale.
Note
- A differenza degli schemi di romanizzazione basati solo su ASCII come l'ITRANS o l'Harvard-Kyoto, i segni diacritici usati nello IAST permettono l'iniziale maiuscola per i nomi propri. Le lettere recanti segni diacritici appaiono su fondo avorio nella tabella.
- Questa tabella è valida per il sanscrito; per quanto riguarda l'hindi, si sono verificate piccole variazioni fonologiche.
- La fonologia del sanscrito considera come vocali la consonante retroflessa approssimante /ɻ/ (allofono vocalico di /r/) e quella approssimante laterale /ɭ/ (allofono vocalico di /l/) - distinguendole in brevi e lunghe - e come dittonghi le vocali /eː/   e   /oː/ (che sono solo lunghe).

### Vocali e dittonghi
| अ [ɐ] o [ə] a A | Vocale centrale quasi aperta o vocale centrale media (scevà) breve |
| आ [ɑː] ā Ā      | vocale posteriore aperta non arrotondata lunga                     |
| इ [i] i I       | vocale anteriore chiusa non arrotondata breve                      |
| ई [iː] ī Ī      | vocale anteriore chiusa non arrotondata lunga                      |
| उ [u] u U       | vocale posteriore chiusa arrotondata breve                         |
| ऊ [uː] ū Ū      | vocale posteriore chiusa arrotondata lunga                         |
| ऋ [ɻ̩] ṛ Ṛ       | consonante approssimante retroflessa breve sillabica               |
| ॠ [ɻ̩ː] ṝ Ṝ      | consonante approssimante retroflessa lunga sillabica               |
| ऌ [ɭ̩] ḷ Ḷ       | consonante approssimante laterale retroflessa breve sillabica      |
| ॡ [ɭ̩ː] ḹ Ḹ      | consonante approssimante laterale retroflessa lunga sillabica      |
| ए [eː] e E      | vocale anteriore semichiusa non arrotondata lunga                  |
| ऐ [əi̯] ai Ai    |                                                                    |
| ओ [oː] o O      | vocale posteriore semichiusa arrotondata lunga                     |
| औ [əu̯] au Au    |                                                                    |

### Suoni accessori (normalmente, sono inseriti nella lista delle vocali)
| अं [ⁿ] ṃ Ṃ | anusvāra |
| अः [h] ḥ Ḥ | visarga  |

Consonanti

| Velari                 | Palatali      | Retroflesse  | Dentali      | Bilabiali                |                               |
| क [k] k K              | च [t͡ʃ] c C    | ट [ʈ] ṭ Ṭ    | त [t̪] t T    | प [p] p P                | occlusive sorde non aspirate  |
| ख [kʰ] kh Kh           | छ [t͡ʃʰ] ch Ch | ठ [ʈʰ] ṭh Ṭh | थ [t̪ʰ] th Th | फ [pʰ] ph Ph             | occlusive sorde aspirate      |
| ग [ɡ] g G              | ज [d͡ʒ] j J    | ड [ɖ] ḍ Ḍ    | द [d̪] d D    | ब [b] b B                | occlusive sonore non aspirate |
| घ [ɡʰ] gh Gh           | झ [d͡ʒʰ] jh Jh | ढ [ɖʰ] ḍh Ḍh | ध [d̪ʰ] dh Dh | भ [bʰ] bh Bh             | occlusive sonore aspirate     |
| ङ [ŋ] ṅ Ṅ              | ञ [ɲ] ñ Ñ     | ण [ɳ] ṇ Ṇ    | न [n̪] n N    | म [m] m M                | nasali                        |
|                        | श [ʃ] ś Ś     | ष [ʂ] ṣ Ṣ    | स [s̪] s S    |                          | sibilanti                     |
| ह [ɦ] (glottidale) h H | य [j] y Y     | र [r] r R    | ल [l] l L    | व [ʋ] (labiodentale) v V | approssimanti                 |